# Carolina Panthers 1998
La stagione 1998 dei Carolina Panthers è stata la 4ª della franchigia nella National Football League, l'ultima con Dom Capers come capo-allenatore che fu licenziato a fine anno e sostituito con George Seifert.

## Scelte nel Draft 1998
| Giro | Scelta | Giocatore         | Ruolo            | College       |
| 1    | 14     | Jason Peter       | Defensive tackle | Nebraska      |
| 3    | 62     | Chuck Wiley       | Defensive End    | LSU           |
| 3    | 73     | Mitch Marrow      | Defensive End    | Pennsylvania  |
| 4    | 106    | Donald Hayes      | Wide Receiver    | Wisconsin     |
| 5    | 136    | Jerry Jensen      | Linebacker       | Washington    |
| 6    | 165    | Damien Richardson | Defensive back   | Arizona State |
| 7    | 196    | Viliami Manumau   | Defensive Tackle | Colorado      |
| 7    | 228    | Jim Turner        | Wide Receiver    | Syracuse      |

## Calendario
| Turno | Data               | Avversario              | Risultato          | Risultato          | Stadio                | Pubblico           |
| Turno | Data               | Avversario              | Punteggio          | Record             | Stadio                | Pubblico           |
| ----- | ------------------ | ----------------------- | ------------------ | ------------------ | --------------------- | ------------------ |
| 1     | 6/9                | Atlanta Falcons         | S 14–19            | 0–1                | Ericsson Stadium      | 65,129             |
| 2     | 13/9               | at New Orleans Saints   | S 14–19            | 0–2                | Louisiana Superdome   | 51,915             |
| 3     | Settimana di pausa | Settimana di pausa      | Settimana di pausa | Settimana di pausa | Settimana di pausa    | Settimana di pausa |
| 4     | 27/9               | Green Bay Packers       | S 30–37            | 0–3                | Ericsson Stadium      | 69,723             |
| 5     | 4/10               | at Atlanta Falcons      | S 23–51            | 0–4                | Georgia Dome          | 50,724             |
| 6     | 11/10              | at Dallas Cowboys       | S 20–27            | 0–5                | Texas Stadium         | 64,181             |
| 7     | 18/10              | at Tampa Bay Buccaneers | S 13–16            | 0–6                | Raymond James Stadium | 63,600             |
| 8     | 25/10              | Buffalo Bills           | S 14–30            | 0–7                | Ericsson Stadium      | 64,050             |
| 9     | 1/11               | New Orleans Saints      | V 31–17            | 1–7                | Ericsson Stadium      | 62,514             |
| 10    | 8/11               | at San Francisco 49ers  | S 23–25            | 1–8                | 3Com Park             | 68,572             |
| 11    | 15/11              | Miami Dolphins          | S 9–13             | 1–9                | Ericsson Stadium      | 67,887             |
| 12    | 22/11              | at St. Louis Rams       | V 24–20            | 2–9                | Trans World Dome      | 50,716             |
| 13    | 29/11              | at New York Jets        | S 21–48            | 2–10               | The Meadowlands       | 71,501             |
| 14    | 6/12               | San Francisco 49ers     | S 28–31 (DTS)      | 2–11               | Ericsson Stadium      | 63,332             |
| 15    | 13/12              | Washington Redskins     | S 25–28            | 2–12               | Ericsson Stadium      | 46,940             |
| 16    | 20/12              | St. Louis Rams          | V 20–13            | 3–12               | Ericsson Stadium      | 50,047             |
| 17    | 27/12              | at Indianapolis Colts   | V 27–19            | 4–12               | RCA Dome              | 58,182             |